# Plantlife
Plantlife est une association caritative britannique pour la conservation des plantes sauvages. En 2017, elle gère 23 réserves naturelles au Royaume-Uni.

## Histoire
Elle a été fondée en 1989. Son premier président était le professeur David Bellamy.
Son parrain est Son Altesse Royale Le Prince de Galles, son président est Philip Mould (en) et son président général est le professeur David Hill. La jardinière et présentatrice de télévision anglaise Rachel De Thame (en) en est la vice-présidente. Le directeur général est Ian Dunn qui a succédé à Marian Spain en 2020.

## Fonction
Les principales activités de Plantlife en Grande-Bretagne comprennent la gestion de 18 km2 de réserves naturelles, le lobbying et les campagnes en faveur de la conservation des plantes sauvages et l'organisation d'enquêtes visant à susciter l'intérêt du public pour les plantes sauvages. Plantlife contribue à la réalisation d'une enquête nationale annuelle sur la surveillance des plantes et d'un programme de conservation des espèces rares, Back from the Brink. Elle a été l'un des principaux partenaires du projet Coronation Meadows de Charles de Galles.
Bien qu'une grande partie du travail de Plantlife soit centrée sur les plantes, l'organisation participe également à la conservation des champignons. Son travail dans ce domaine comprend l'étude des prairies de cire (en) et la publication d'une stratégie pour la conservation des champignons au Royaume-Uni.
Le groupe porte également un programme international qui comprend des projets sur la conservation et l'utilisation durable des plantes médicinales dans l'Himalaya et en Afrique de l'Est.

## Réserves naturelles

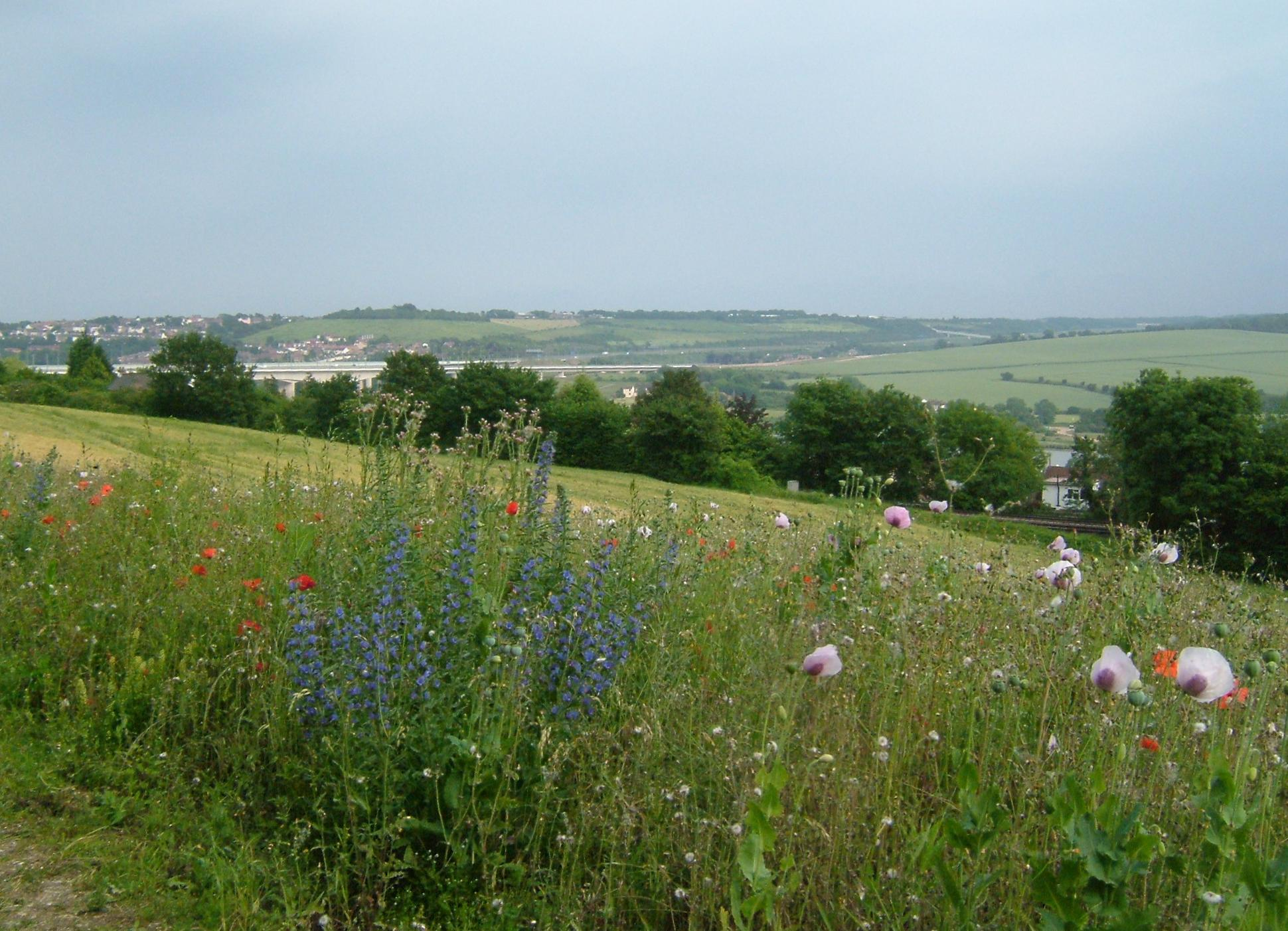
Réserve agricole de Ranscombe en juin 2007.

Plantlife gère les réserves naturelles suivantes :
- Long Herdon and Grange Meadows, Buckinghamshire
- Munsary Peatlands, Caithness
- Cae Blaen-dyffryn, Carmarthenshire
- Greena Moor, Cornwall
- Augill Pasture, Cumbria
- Deep Dale, Derbyshire
- Ryewater Farm, Dorset
- Caeau Tan y Bwlch, Gwynedd
- Davies Meadows, Herefordshire
- Joan's Hill Farm, Herefordshire
- The Lugg Meadows, Herefordshire
- Moaney and Crawyn's Meadows, Île de Man
- Queendown Warren, Kent
- Ranscombe Farm, Kent
- Thompson Meadow, North Yorkshire
- Winskill Stones, North Yorkshire
- Seaton Meadows, Rutland
- Skylark Meadows, Somerset
- Side Farm Meadows, Staffordshire
- Winks Meadow, Suffolk
- Furnace Meadow and Brick Kiln Rough, West Sussex
- Stockwood Meadows, Worcestershire
- Upton Ham, Worcestershire

## Concours de fleurs du comté
En 2002, Plantlife a organisé un concours de sélection des fleurs de comté pour chaque comté du Royaume-Uni. Le grand public a été invité à voter pour la fleur qui, à son avis, représentait le plus leur comté. La liste a été publiée en 2004.
Bien que parfois contestées, elles sont toutes restées, à ce jour, bloquées. La seule exception est la fleur du comté de Norfolk : à l'origine, ce sont les Macerons qui ont remporté le vote. Cependant, une campagne menée par l'Eastern Daily Press a réussi à demander un changement du pavot, qui a été jugé plus représentatif.

## ProgrammeBack from the Brink
Le programme Back from the Brink a été lancé en 1991. Son intention était de concentrer les efforts de conservation sur certaines des espèces végétales les plus rares de Grande-Bretagne. Il s'est d'abord concentré sur les plantes vasculaires, mais a été étendu aux plantes inférieures et aux champignons. Depuis 2006, 101 espèces sont couvertes par le programme. Il comprenait des travaux visant à établir des informations sur les populations de ces espèces, la surveillance des populations pour identifier les changements dans le temps et les facteurs y afférents, la recherche sur les exigences écologiques des espèces et les travaux de gestion des sites visant à maintenir ou à restaurer les conditions d'habitat adaptées. Depuis 2008, le programme s'est progressivement étendu pour inclure une liste d'espèces beaucoup plus large, en réponse à la publication de la liste rouge et du plan d'action britannique pour la biodiversité. Pour assurer efficacement la conservation d'une liste toujours plus longue d'espèces rares, les travaux seront axés sur les habitats, où il est espéré que des séries d'espèces répondront à cette demande.

## Aires végétales d'importance
En 2007, Plantlife a annoncé la création de 150 Aires végétales d'importance (en) à travers le Royaume-Uni. Ces zones ont été proposées pour leurs populations de plantes sauvages d'importance internationale. Depuis lors, Plantlife s'emploie activement à faire connaitre ces habitats importants sur le plan écologique et encourager leur protection et leur amélioration à long terme par l'adoption d'une approche de conservation « basée sur l'écosystème ».
Ce programme est approuvé par les organisations nationales de conservation, notamment la RSPB et les Wildlife Trusts (en), ainsi que par des organismes gouvernementaux britanniques, notamment Natural England, Scottish Natural Heritage et le Conseil rural du Pays de Galles (en).
L'équipe internationale de Plantlife est parvenue à diffuser le concept à l'étranger.